# Myrmecophagidae
Họ Thú Ăn kiến (Myrmecophagidae) là một họ động vật có vú ăn kiến thuộc Bộ Thú thiếu răng (Pilosa), tên bắt nguồn từ các từ tiếng Hy Lạp cổ đại cho 'kiến' và 'ăn' (myrmeco- và phagos). Họ này gồm 2 chi và 3 loài, bao gồm thú ăn kiến khổng lồ và các loài tamandua. Hóa thạch Eurotamandua từ Messel Pit ở Đức có thể là một loài thú ăn kiến tồn tại sớm nhất, nhưng tình trạng của nó hiện vẫn đang được tranh cãi. Họ này được Gray miêu tả năm 1825.

## Hình ảnh

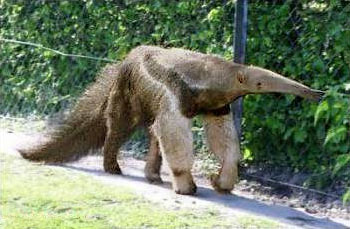
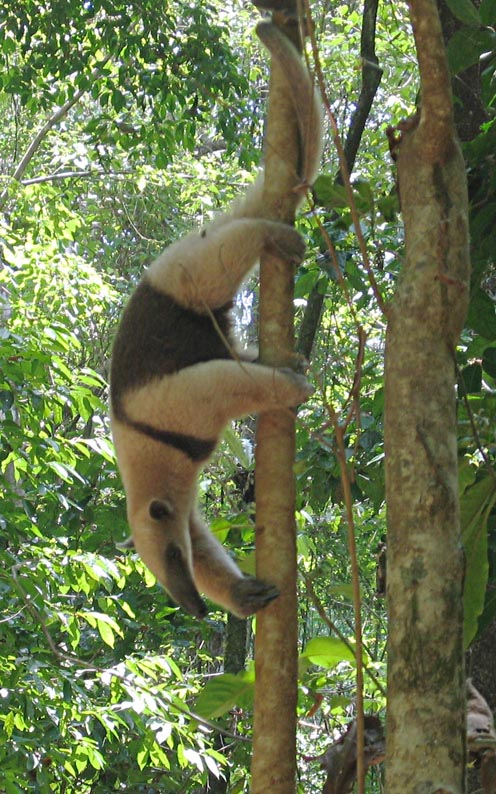
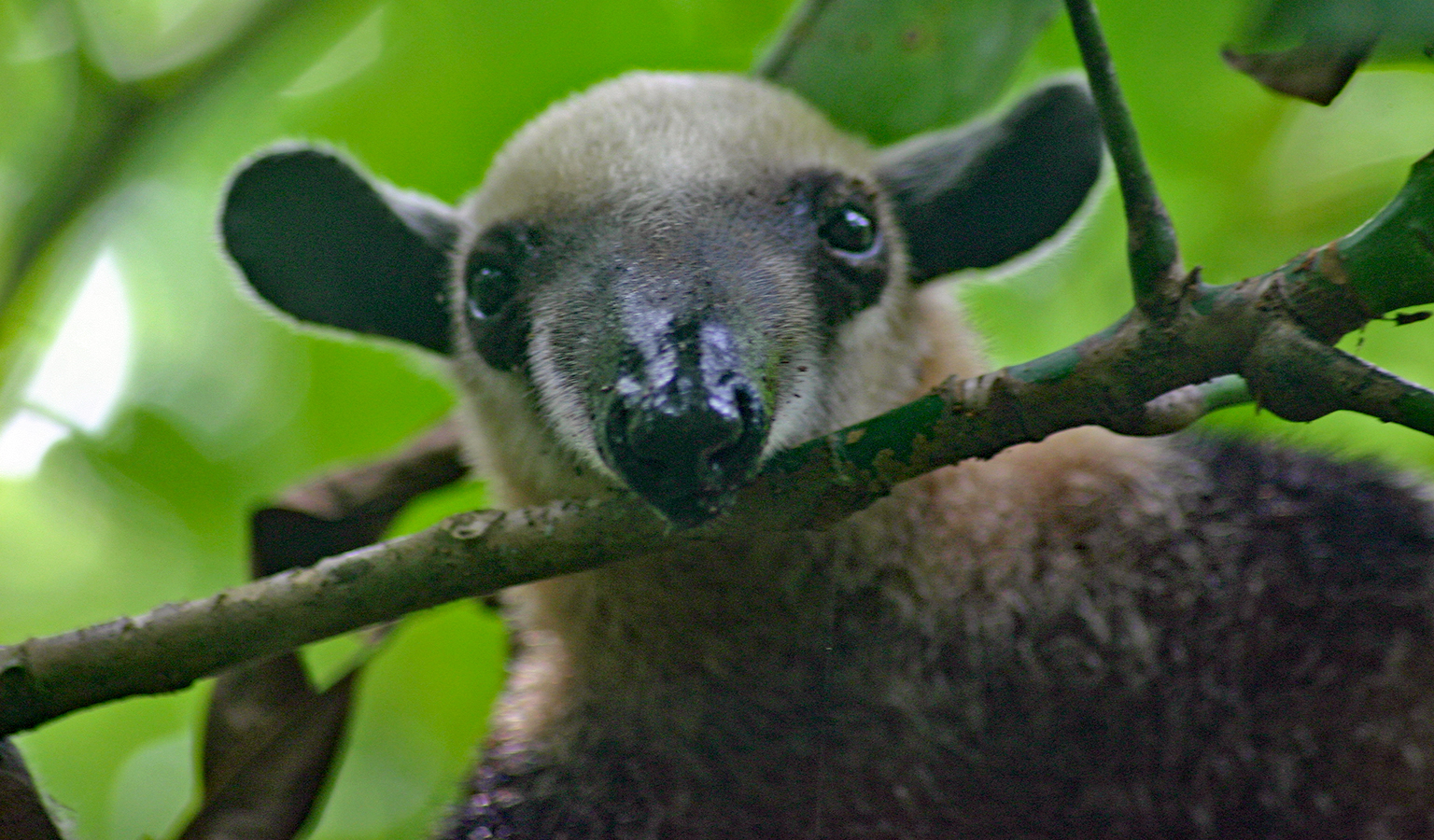
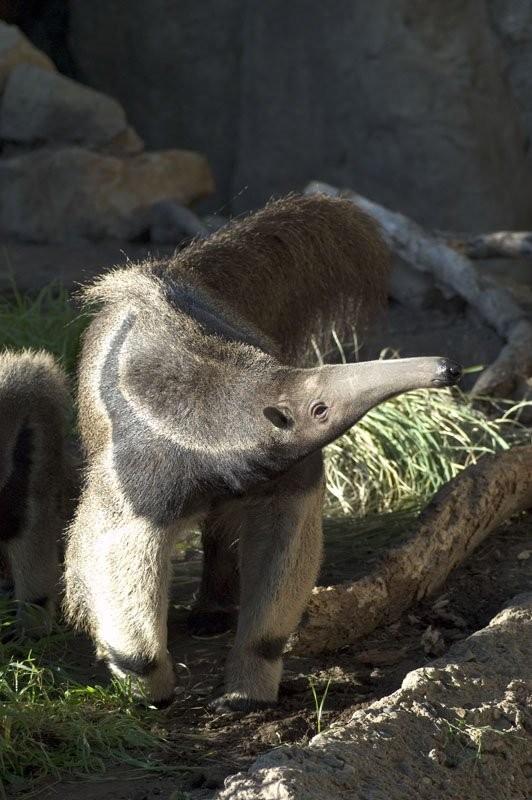